# Coccoloba dussii
Coccoloba dussii là một loài thực vật có hoa trong họ Rau răm. Loài này được Krug & Urb. ex Duss mô tả khoa học đầu tiên năm 1896 publ. 1897.